# Brian Campbell
Brian Patrick Campbell (nascido a 6 de março de 1993) é um jogador de golfe profissional americano que joga no PGA Tour, onde venceu por uma vez, o Open do México de 2025.

## Carreira
Campbell jogou golfe universitário na Universidade de Illinois .
Campbell terminou empatado em 27º e foi o melhor amador no US Open de 2015. Ele fez a sua estreia profissional duas semanas depois no Nova Scotia Open no Web.com Tour .
Campbell venceu o seu primeiro torneio profissional no Open do México de 2025 no PGA Tour . Ele derrotou Aldrich Potgieter num playoff de morte súbita.

## Vitórias no circuito amador
- 2010 ClubCorp Mission Hill Desert Júnior
- 2013 The Macdonald Cup
- 2014 NCAA Sugar Grove Regional, Wolf Run Intercolegial
- 2015 NCAA Noblesville Regional

## Vitórias profissionais (1)

### Vitórias no PGA Tour (1)
| Não. | Data                    | Torneio        | Pontuação vencedora | Para par | Margem de vitória | Vice-campeão      |
| ---- | ----------------------- | -------------- | ------------------- | -------- | ----------------- | ----------------- |
| 1    | 23 de fevereiro de 2025 | Open do México | 65-65-64-70=264     | -20      | Pague             | Aldrich Potgieter |

Recorde de playoffs do PGA Tour (1–0)
| Não. | Ano  | Torneio        | Adversário        | Resultado                                 |
| ---- | ---- | -------------- | ----------------- | ----------------------------------------- |
| 1    | 2025 | Open do México | Aldrich Potgieter | Ganhou com birdie no segundo buraco extra |

## Recorde de playoff
Registro de playoff do Korn Ferry Tour (0–1)
| Não. | Ano  | Torneio                       | Adversário | Resultado                                   |
| ---- | ---- | ----------------------------- | ---------- | ------------------------------------------- |
| 1    | 2024 | Campeonato de golfe de Astara | Kevin Velo | Perdeu para birdie no primeiro buraco extra |

## Resultados em grandes campeonatos
| Torneio             | 2014  | 2015   | 2016 | 2017 | 2018 |
| ------------------- | ----- | ------ | ---- | ---- | ---- |
| Torneio Masters     |       |        |      |      |      |
| Aberto dos EUA      | CORTE | T27 LA |      |      |      |
| O Campeonato Aberto |       |        |      |      |      |
| Campeonato PGA      |       |        |      |      |      |

| Torneio             | 2019 | 2020 | 2021 | 2022 | 2023 | 2024 |
| ------------------- | ---- | ---- | ---- | ---- | ---- | ---- |
| Torneio Masters     |      |      |      |      |      |      |
| Campeonato PGA      |      |      |      |      |      |      |
| Aberto dos EUA      |      |      |      |      |      | T56  |
| O Campeonato Aberto |      | NT   |      |      |      |      |

CORTE = perdeu o corte na metade do caminho "T" indica empate para um lugar NT = sem torneio LA = amador baixo